# Serie A1 2003-2004 (hockey su pista)
La Serie A1 2003-2004 è stata l'81ª edizione (la 55ª a girone unico) del massimo campionato italiano di hockey su pista maschile. Al campionato presero parte 14 squadre e tra queste 3 provennero dalla città di Novara (Rotellistica 93 Novara, Roller Novara e Hockey Novara); un episodio che non si verificava dagli anni '80 quando la città di Viareggio presentò in serie A1 3 squadre). Al termine dei playoff lo scudetto fu conquistato per la prima volta nella sua storia dall'Hockey Bassano che sconfisse in finale l'Ecoambiente Prato.

## Formula
Per la stagione 2003-2004 il campionato si svolse tra 14 squadre che si affrontarono in un girone unico, con partite di andata e ritorno. Al termine della stagione regolare le squadre classificate dal 1º posto all'8º posto disputarono i playoff. Le squadre classificate dall'11º al 12º disputarono i playout salvezza sfidando formazioni di A2 mentre le squadre classificate dal 13º e 14º posto retrocedettero direttamente in serie A2.

## Squadre partecipanti
| - Follonica (Etruria) - Bassano 54 (SIA Infoplus) - Breganze (Faizané) - Forte dei Marmi (Beck's) - Modena (Modenplast) - Novara (Francoli) - Prato Primavera (Ecoambiente) | - Roller Salerno - Roller Novara – Neopromossa (N) - Rotellistica 93 Novara – Neopromossa (N) - Trissino (Gemata) - CGC Viareggio - Gorizia (Grigolin Hit) - Seregno (Axa) |

## Stagione regolare

### Classifica finale
|  | P  | Squadra                | Pt | G  | V  | N | P  | GF  | GS  | DR  | Verdetto    |
|  | -- | ---------------------- | -- | -- | -- | - | -- | --- | --- | --- | ----------- |
|  | 1  | Prato Primavera        | 75 | 26 | 25 | 0 | 1  | 201 | 62  | 139 | ai play-off |
|  | 2  | Bassano 54             | 70 | 26 | 23 | 1 | 2  | 151 | 39  | 112 | ai play-off |
|  | 3  | Roller Salerno         | 56 | 26 | 18 | 2 | 6  | 125 | 79  | 46  | ai play-off |
|  | 4  | Roller Novara          | 47 | 26 | 14 | 5 | 7  | 117 | 95  | 22  | ai play-off |
|  | 5  | Follonica              | 41 | 26 | 12 | 5 | 9  | 83  | 81  | 2   | ai play-off |
|  | 6  | Breganze               | 35 | 26 | 10 | 5 | 11 | 74  | 89  | -15 | ai play-off |
|  | 7  | Forte dei Marmi        | 35 | 26 | 11 | 2 | 13 | 78  | 80  | -2  | ai play-off |
|  | 8  | Novara                 | 35 | 26 | 11 | 2 | 13 | 87  | 103 | -16 | ai play-off |
|  | 9  | CGC Viareggio          | 34 | 26 | 11 | 1 | 14 | 80  | 100 | -20 |             |
|  | 10 | Seregno                | 26 | 26 | 8  | 2 | 16 | 75  | 106 | -31 |             |
|  | 11 | Gorizia                | 22 | 26 | 6  | 4 | 16 | 72  | 119 | -47 | ai Play-out |
|  | 12 | Rotellistica 93 Novara | 22 | 26 | 5  | 7 | 14 | 75  | 125 | -50 | ai Play-out |
|  | 13 | Trissino               | 21 | 26 | 6  | 3 | 17 | 67  | 120 | -53 | in Serie A2 |
|  | 14 | Modena                 | 7  | 26 | 2  | 1 | 23 | 53  | 140 | -87 | in Serie A2 |

Legenda:

      Partecipanti ai Play out
      Retrocesse direttamente in serie A2

## Play-off scudetto
Le prime 8 classificate nella stagione regolare disputarono i play-off scudetto. 

### Squadre partecipanti
| - Prato Primavera - Bassano 54 - Roller Salerno - Roller Novara - Follonica - Breganze - Forte dei Marmi (Turno preliminare) - Novara (Turno preliminare) | - Salernitana (Serie A2 - Turno preliminare) - Marzotto Valdagno (Serie A2 - Turno preliminare) |

### Turno preliminare
Salernitana -  Novara 2 - 5

 Novara -  Salernitana 4 - 2
 Marzotto Valdagno -  Forte dei Marmi 1 - 2

 Forte dei Marmi -  Marzotto Valdagno 2 - 1

### Tabellone
|  | Quarti di finale | Quarti di finale | Quarti di finale | Quarti di finale | Quarti di finale |            |                 | Semifinali | Semifinali | Semifinali | Semifinali | Semifinali |  |  | Finale | Finale          | Finale | Finale | Finale | Finale | Finale |
|  |                  |                  |                  |                  |                  |            |                 |            |            |            |            |            |  |  |        |                 |        |        |        |        |        |
|  | 1                | Prato Primavera  | 10               | 6                |                  |            |                 |            |            |            |            |            |  |  |        |                 |        |        |        |        |        |
|  | 8                | Novara           | 1                | 4                |                  |            |                 |            |            |            |            |            |  |  |        |                 |        |        |        |        |        |
|  | 8                | Novara           | 1                | 4                |                  | 1          | Prato Primavera | 7          | 4          | 5          |            |            |  |  |        |                 |        |        |        |        |        |
|  |                  |                  |                  |                  |                  | 1          | Prato Primavera | 7          | 4          | 5          |            |            |  |  |        |                 |        |        |        |        |        |
|  |                  | 5                | Follonica        | 1                | 5                | 3          |                 |            |            |            |            |            |  |  |        |                 |        |        |        |        |        |
|  | 4                | 5                | Follonica        | 1                | 5                | 3          | Roller Novara   | 5          | 4          | 2          |            |            |  |  |        |                 |        |        |        |        |        |
|  | 4                |                  |                  |                  |                  |            | Roller Novara   | 5          | 4          | 2          |            |            |  |  |        |                 |        |        |        |        |        |
|  | 5                | Follonica        | 4                | 6                | 3                |            |                 |            |            |            |            |            |  |  |        |                 |        |        |        |        |        |
|  |                  |                  |                  |                  |                  |            |                 |            |            |            |            |            |  |  | 1      | Prato Primavera | 3      | 4      | 6      |        |        |
|  |                  |                  | 2                | Bassano 54       | 0                | 5          | 7               |            |            |            |            |            |  |  |        |                 |        |        |        |        |        |
|  | 3                | Roller Salerno   | 9                | 5                |                  |            |                 |            |            |            |            |            |  |  |        |                 |        |        |        |        |        |
|  | 6                | Breganze         | 6                | 4                |                  |            |                 |            |            |            |            |            |  |  |        |                 |        |        |        |        |        |
|  | 6                | Breganze         | 6                | 4                |                  | 3          | Roller Salerno  | 6          | 4          |            |            |            |  |  |        |                 |        |        |        |        |        |
|  |                  |                  |                  |                  |                  | 3          | Roller Salerno  | 6          | 4          |            |            |            |  |  |        |                 |        |        |        |        |        |
|  |                  | 2                | Bassano 54       | 8                | 5                |            |                 |            |            |            |            |            |  |  |        |                 |        |        |        |        |        |
|  | 2                | 2                | Bassano 54       | 8                | 5                | Bassano 54 | 10              | 3          | 5          |            |            |            |  |  |        |                 |        |        |        |        |        |
|  | 2                |                  |                  |                  |                  | Bassano 54 | 10              | 3          | 5          |            |            |            |  |  |        |                 |        |        |        |        |        |
|  | 7                | Forte dei Marmi  | 2                | 4                | 0                |            |                 |            |            |            |            |            |  |  |        |                 |        |        |        |        |        |

## Verdetti
- Bassano 54 - Campione d'Italia 2003-2004.
- Gorizia,  Trissino,  Modena - retrocesse in Serie A2.

### Libri
- Paolo Virdi, 50 minuti di gloria. Gli anni moderni dell'hockey pista. Volume 2, Lodi, Lodinotizie, 2013, ISBN 978-88-908803-1-5.